# Diana Gómez
Diana Gómez (Igualada, Barcelona, 7 de março de 1989) é uma atriz espanhola.
Gómez é mais conhecida por ter interpretado Tatiana na série de sucesso La Casa de Papel (2019-2021) e Valeria (2020-presente) onde interpreta Valeria Férriz Henares.

## Biografia
Diana Gómez Raich nasceu em Igualada, Barcelona em Espanha a 7 de março de 1989. Começou sua carreira de atriz em 2006 como figurante em algums filmes.

## Carreira
Depois de participar com personagens secundários, estrelou o filme Eloïse em 2009, no papel de Àsia. Posteriormente, estrelou e participou de séries de televisão locais e nacionais como La Vía Augusta (2007), El secreto de Puente Viejo (2012-2013) na ou Las Aventuras del Capitán Alatriste (2015). Embora ela não se tenha destacado até 2015, ela se tornou reconhecida pelo grande público graças a ficções como Sé quién eres (2017), onde deu vida ao personagem Mónica, El día de mañana (2018), com o papel de Nita Castellnou, 45 revoluciones (2019), interpretando Clara Baroja e La Casa de Papel (2019-2021), onde interpretou um papel secundário o de Tatiana, a mulher de Andrés de Fonollosa « Berlim » (Pedro Alonso), ao lado de Úrsula Corberó, Álvaro Morte, Itziar Ituño, Pedro Alonso, Alba Flores, Jaime Lorente, Miguel Herrán, Najwa Nimri e Luka Peroš.
Em 2019, foi anunciada sua contratação para estrelar a série Valeria, baseada nos romances de Elísabet Benavent e que estreou na Netflix em 8 de maio de 2020. Em agosto de 2021, estreou a segunda temporada da série, retomando seu papel como Valeria.

## Vida privada
Diana Gómez namora com Roger Escapa e tem 1 filho.

## Filmografia

#### Cinema
- 2006 : Salvador : Bébé n°1
- 2007 : Atlas de geografía humana : Amanda
- 2008 : Sin límites : Ana María
- 2009 : Eloïse : Àsia
- 2011 : Año de Gràcia : Noa
- 2013 : Faraday : Pati
- 2013 : Los inocentes : Sandra
- 2014 : Las altas presiones : Paula
- 2014 : L'altra frontera : Lisa
- 2015 : El virus del miedo : Laura

#### Televisão
- 2007 : La Vía Augusta : Júlia
- 2007 : Yo, el desconocido (Telefilme) : Teresa
- 2008 : Cuenta atrás : Extra
- 2009-2011 : Águila Roja : Chica
- 2010 : El pacto : María
- 2011 : Barcelona ciudad neutral : Maria
- 2012 : Concepción Arenal, la visitadora de cárceles (Telefilme) : Florentina
- 2012-2013 : El secreto de Puente Viejo : Pía Toledano
- 2014-2017 : El crac : Carla Casanova
- 2015 : Habitaciones cerradas : Concha
- 2015 : Capitão Alatriste : Infanta Ana
- 2017 : Sé quién eres : Mónica
- 2017 : Vida privada : Maria Lluïsa de Lloberola
- 2018 : El día de mañana : Nita Castellnou
- 2019 : 45 Revoluciones : Clara Baroja
- 2019 : L'enigma Verdaguer : María Gayón, marquesa de Comillas
- 2019-2021 : La Casa de Papel : Tatiana, esposa de Berlim
- 2020-presente : Valeria : Valeria Férriz Henares

#### Curta-Metragem
- 2006 : Con lengua : Julia
- 2008 : La despedida : Mónica
- 2009 : Socarrat : Hija
- 2016 : Bus Story : Chica
- 2016 : Naturaleza muerta
- 2018 : Tinder Sorpresa : Ari
- 2021 : La Tarotista : Diana Gómez